# Atlixtac
Atlixtac est une ville et le siège de la municipalité de Atlixtac, dans l'état de Guerrero, au sud-ouest du Mexique.